# Лафайет (окръг, Арканзас)
Вижте пояснителната страница за други значения на Лафайет.
Окръг Лафайет (на английски: Lafayette County) е окръг в щата Арканзас, Съединени американски щати. Площта му е 1412 km², а населението – 7645 души (2010). Административен център е град Луисвил.